# Liste der denkmalgeschützten Objekte in Molln
Die Liste der denkmalgeschützten Objekte in Molln enthält die 22 denkmalgeschützten, unbeweglichen Objekte der Gemeinde Molln im Bezirk Kirchdorf (Oberösterreich).

## Denkmäler
| Foto |                 | Denkmal                                                                                                   | Standort                                       | Beschreibung | Metadaten |
| ---- | --------------- | --- | ---------------------------------------------- | --- | --- |
| ja   | Datei hochladen | Kaplaneikirche hl. Josef, Filialkirche HERIS-ID: 89720 Objekt-ID: 104372                                  | neben Breitenau 49 Standort KG: Innerbreitenau | Die Filialkirche wurde 1952/1956 mit Architekt Hans Foschum in konventionaler Form erbaut. | BDA-Hist.: Q23759290 Status: § 2a Stand der BDA-Liste: 2025-06-30 Name: Kaplaneikirche hl. Josef, Filialkirche GstNr.: 719/2 Kaplaneikirche hl. Josef, Molln                                        |
| ja   | Datei hochladen | Ehem. Presshaus Rosenegg HERIS-ID: 45390 Objekt-ID: 46715                                                 | Breitenau 73 Standort KG: Innerbreitenau       | → Hauptartikel : Presshaus Rosenegg f1 | BDA-Hist.: Q38015519 Status: Bescheid Stand der BDA-Liste: 2025-06-30 Name: Ehem. Presshaus Rosenegg GstNr.: .105 Ehem. Presshaus Rosenegg                                                          |
| ja   | Datei hochladen | Ehem. Forsthaus Annasberg HERIS-ID: 89624 Objekt-ID: 104269                                               | Breitenau 74 Standort KG: Innerbreitenau       | → Hauptartikel : Forsthaus Annasberg f1 | BDA-Hist.: Q37740077 Status: § 2a Stand der BDA-Liste: 2025-06-30 Name: Ehem. Forsthaus Annasberg GstNr.: 708 Ehem. Forsthaus Annasberg                                                             |
| ja   | Datei hochladen | Forstamtsgebäude mit Stall HERIS-ID: 89727 Objekt-ID: 104379                                              | Breitenau 102 Standort KG: Innerbreitenau      | → Hauptartikel : Forstamt Breitenau f1 | BDA-Hist.: Q37742452 Status: § 2a Stand der BDA-Liste: 2025-06-30 Name: Forstamtsgebäude mit Stall GstNr.: .59 Forstamt Breitenau                                                                   |
| ja   | Datei hochladen | Jagdhaus, sog. Jaidhaus HERIS-ID: 89595 Objekt-ID: 104239                                                 | Breitenau 111 Standort KG: Innerbreitenau      | → Hauptartikel : Jagdhaus, sog. Jaidhaus f1 | BDA-Hist.: Q37739941 Status: § 2a Stand der BDA-Liste: 2025-06-30 Name: Jagdhaus, sog. Jaidhaus GstNr.: .45 Jagdhaus, sog. Jaidhaus                                                                 |
| ja   | Datei hochladen | Pfarrhof HERIS-ID: 52404 Objekt-ID: 59105                                                                 | Kirchenplatz 1 Standort KG: Molln              | Johann Gotthard Hayberger hat den wuchtigen Pfarrhof um 1734 errichtet. Die fünfachsige Fassade an der Straßenseite ist durch Doppelpilaster gegliedert. Die Fenster sind mit Giebelbögen bekrönt, die Giebelfelder sind stuckverziert. | BDA-Hist.: Q38051075 Status: § 2a Stand der BDA-Liste: 2025-06-30 Name: Pfarrhof GstNr.: .25 Pfarrhof Molln                                                                                         |
| ja   | Datei hochladen | Kath. Pfarrkirche hl. Laurentius HERIS-ID: 52405 Objekt-ID: 59106                                         | gegenüber Kirchenplatz 7 Standort KG: Molln    | 1929 erweiterte man das netzrippengewölbte, einschiffige Langhaus mit seinen drei Jochen um ein Seitenschiff mit 4 Jochen. Im Chor wird das Netzrippengewölbe von zwei Jochen getragen. Der Turm mit der Spitzhaube wurde 1913 fertiggestellt. | BDA-Hist.: Q23541743 Status: § 2a Stand der BDA-Liste: 2025-06-30 Name: Kath. Pfarrkirche hl. Laurentius GstNr.: .49/1 Pfarrkirche Molln                                                            |
| ja   | Datei hochladen | Wohnhaus, ehem. Maultrommelschmiede, Hoisn-Haus, Häusel am Lichteneck HERIS-ID: 68935 Objekt-ID: 81973    | Maultrommelstraße 9 Standort KG: Molln         | Das Hoisn-Haus wurde bereits 1615 und 1790 urkundlich erwähnt. Die Herstellung von Maultrommeln ist ab 1791 nachgewiesen. In den Jahren 2006 und 2007 restaurierte der Verein „Freunde des Hoisn-Hauses“ das Anwesen. Dabei wurden unter anderem auch Stuckdecken freigelegt. Die Erhaltung des Hoisn-Hauses ist von sozialhistorischer und kultureller Bedeutung.                                                                                    | BDA-Hist.: Q38121013 Status: Bescheid Stand der BDA-Liste: 2025-06-30 Name: Wohnhaus, ehem. Maultrommelschmiede, Hoisn-Haus, Häusel am Lichteneck GstNr.: .113 Hoisnhaus                            |
| ja   | Datei hochladen | Wohnhaus, Altes Schulhaus HERIS-ID: 89620 Objekt-ID: 104265                                               | Schulstraße 3 Standort KG: Molln               | → Hauptartikel : Altes Schulhaus (Molln) f1 | BDA-Hist.: Q37740059 Status: § 2a Stand der BDA-Liste: 2025-06-30 Name: Wohnhaus, Altes Schulhaus GstNr.: .28/1 Altes Schulhaus, Schulstraße 3, Molln                                               |
| ja   | Datei hochladen | Musikschule HERIS-ID: 89619 Objekt-ID: 104264                                                             | Schulstraße 9 Standort KG: Molln               | | BDA-Hist.: Q37740040 Status: § 2a Stand der BDA-Liste: 2025-06-30 Name: Musikschule GstNr.: .290 Landesmusikschule Molln                                                                            |
| ja   | Datei hochladen | Friedhof christlich HERIS-ID: 89647 Objekt-ID: 104292                                                     | neben Schulstraße 12 Standort KG: Molln        | → Hauptartikel : Friedhof Molln f1 | BDA-Hist.: Q37740540 Status: § 2a Stand der BDA-Liste: 2025-06-30 Name: Friedhof christlich GstNr.: 216 Friedhof Molln                                                                              |
| ja   | Datei hochladen | Wallfahrtskirche Mariä Heimsuchung und Friedhof HERIS-ID: 37836 Objekt-ID: 37141                          | gegenüber Frauenstein 2 Standort KG: Ramsau    | Die Pfarr- und Wallfahrtskirche wurde 1488 vollendet. Der dreijochige, netzrippengewölbte Chor mit Dreiachtelschluss ist gegenüber dem Langhaus leicht eingezogen. Das einschiffige Langhaus hat ein Tonnengewölbe mit Stichkappen. Der Turm mit dem Spitzhelm ist aus der zweiten Hälfte des 17. Jahrhunderts. | BDA-Hist.: Q1644857 Status: § 2a Stand der BDA-Liste: 2025-06-30 Name: Wallfahrtskirche Mariä Heimsuchung und Friedhof GstNr.: .75, 682 Wallfahrtskirche Frauenstein                                |
| ja   | Datei hochladen | Alte Volksschule HERIS-ID: 89618 Objekt-ID: 104262                                                        | Frauenstein 2 Standort KG: Ramsau              | → Hauptartikel : Altes Schulhaus (Frauenstein) f1 | BDA-Hist.: Q37740019 Status: § 2a Stand der BDA-Liste: 2025-06-30 Name: Alte Volksschule GstNr.: .77 Alte Volksschule (Molln, Frauenstein)                                                          |
| ja   | Datei hochladen | Pfarrhof, Wirtschaftsgebäude HERIS-ID: 89601 Objekt-ID: 104245                                            | Frauenstein 14 Standort KG: Ramsau             | → Hauptartikel : Pfarrhof Frauenstein f1 | BDA-Hist.: Q37739967 Status: § 2a Stand der BDA-Liste: 2025-06-30 Name: Pfarrhof, Wirtschaftsgebäude GstNr.: .61 Pfarrhof Frauenstein, Molln                                                        |
| ja   | Datei hochladen | Kraftwerk Steyrdurchbruch HERIS-ID: 13643 Objekt-ID: 9851                                                 | Göritz 6 Standort KG: Ramsau                   | Die Anlage wurde in den Jahren 1907 bis 1908 nach Plänen von Mauriz Balzarek errichtet. Ihre Architektur ist vom Jugendstil geprägt. Bis 1949 wurde durch die breite Triftgasse Holz für die flussabwärts liegenden Sägewerke gefördert. Die Francisturbinen, die Generatoren und Regelanlagen von 1908 und 1925 sind noch immer in vollem Betrieb. 1972 wurde in einer Kaverne neben der bestehenden Anlage zusätzlich eine Kaplanturbine eingebaut. | BDA-Hist.: Q1786201 Status: Bescheid Stand der BDA-Liste: 2025-06-30 Name: Kraftwerk Steyrdurchbruch GstNr.: .246, .247, .254, 593/2 Kraftwerk Steyrdurchbruch                                      |
| ja   | Datei hochladen | Forstgebäude HERIS-ID: 89599 Objekt-ID: 104243                                                            | Pertlgraben 4 Standort KG: Ramsau              | → Hauptartikel : Pertljägerhäusl f1 | BDA-Hist.: Q37739953 Status: § 2a Stand der BDA-Liste: 2025-06-30 Name: Forstgebäude GstNr.: .4 Pertljägerhäusl                                                                                     |
| ja   | Datei hochladen | Forstamtsgebäude HERIS-ID: 89735 Objekt-ID: 104387                                                        | Ramsau 35 Standort KG: Ramsau                  | → Hauptartikel : Forstamt Ramsau (Molln) f1 | BDA-Hist.: Q37742503 Status: § 2a Stand der BDA-Liste: 2025-06-30 Name: Forstamtsgebäude GstNr.: 9/2 Forstamt Ramsau (Molln)                                                                        |
| ja   | Datei hochladen | Herrenhaus der ehem. Sensenschmiedewerkstatt in der Palten, Kollerhammer HERIS-ID: 38934 Objekt-ID: 38570 | Ramsau 44 Haus 1 Standort KG: Ramsau           | → Hauptartikel : Sensenschmiede an der Palten f1 | BDA-Hist.: Q37985587 Status: Bescheid Stand der BDA-Liste: 2025-06-30 Name: Herrenhaus der ehem. Sensenschmiedewerkstatt in der Palten, Kollerhammer GstNr.: .147/1 Herrenhaus Kollerhammer, Ramsau |
| ja   | Datei hochladen | Schmiedehaus HERIS-ID: 89736 Objekt-ID: 104388                                                            | Ramsau 44 Haus 2 Standort KG: Ramsau           | Ursprünglich war das Gebäude das Wohnhaus der Sensenschmiede an der Palten. Seine heutige Gestalt verdankt das Haus dem Umbau zu einer Schule im Jahr 1923. Der Schulbetrieb wurde 1965 eingestellt. | BDA-Hist.: Q37742529 Status: Bescheid Stand der BDA-Liste: 2025-06-30 Name: Schmiedehaus GstNr.: .147/3 Schmiedehaus an der Palten                                                                  |
| ja   | Datei hochladen | Wirtschaftsgebäude HERIS-ID: 89738 Objekt-ID: 104390                                                      | bei Ramsau 44 Standort KG: Ramsau              | → Hauptartikel : Sensenschmiede an der Palten f1 | BDA-Hist.: Q37742609 Status: Bescheid Stand der BDA-Liste: 2025-06-30 Name: Wirtschaftsgebäude GstNr.: .146                                                                                         |
| ja   | Datei hochladen | Lusthaus HERIS-ID: 89737 Objekt-ID: 104389                                                                | bei Ramsau 44 Standort KG: Ramsau              | → Hauptartikel : Sensenschmiede an der Palten f1 | BDA-Hist.: Q37742557 Status: Bescheid Stand der BDA-Liste: 2025-06-30 Name: Lusthaus GstNr.: .147/2                                                                                                 |
| ja   | Datei hochladen | Gasthaus, Forsthub HERIS-ID: 38299 Objekt-ID: 37830                                                       | Ramsauer Straße 44 Standort KG: Ramsau         | → Hauptartikel : Forsthub Ramsau f1 | BDA-Hist.: Q37980439 Status: Bescheid Stand der BDA-Liste: 2025-06-30 Name: Gasthaus, Forsthub GstNr.: .99/1 Forsthub Ramsau                                                                        |